# Archives nationales de l'Équateur
Pour les articles homonymes, voir Archives nationales (homonymie).
Les Archives nationales de l'Équateur (Archivo nacional del Ecuador) ont été créées en 1884, mais leur organisation actuelle date de 1938. Leur siège est à Quito et elles ont une annexe à Ambato.